# Stefan Huber (Religionswissenschaftler)
Stefan Huber (* 1960) ist ein Schweizer Religionswissenschaftler.

## Leben
Er erwarb 1987 das Lic. theol. mit Schwerpunkt in Systematischer Theologie an der Universität Fribourg, ebenda 1996 das Lic. phil. mit Schwerpunkt in Angewandter Psychologie, dort 2002 den Dr. phil. in Religionspsychologie und an der Universität Bochum 2008 die Habilitation in Religionswissenschaft. Seit 2012 ist er außerordentlicher Professor für Empirische Religionsforschung und Theorie der interreligiösen Kommunikation an der Theologischen Fakultät der Universität Bern.
Seine Forschungsschwerpunkte sind sozialwissenschaftliche Modellierung von Religion, Religiosität und Spiritualität, autonome Strukturen und Dynamiken des religiösen Erlebens und Verhaltens, religiöse und nicht-religiöse Bedingungen und Effekte von Hochreligiosität und interreligiöse Kommunikation.

## Schriften (Auswahl)
- Dimensionen der Religiosität. Skalen, Messmodelle und Ergebnisse einer empirisch orientierten Religionspsychologie. Göttingen 1996, ISBN 3-456-82837-3.
- Zentralität und Inhalt. Ein neues multidimensionales Messmodell der Religiosität. Opladen 2003, ISBN 3-8100-3828-8.